# Hans Palmquist
Hans Palmquist, född 26 december 1967 i Oskarshamn, är en svensk före detta fotbollsspelare (försvarare).
Palmquist spelade under större delen av sin karriär för BK Häcken, där han tillbringade tio säsonger. I slutet av karriären flyttade han utomlands till norska Moss FK, som han var med och tog tillbaka till högstadivisionen Eliteserien sin första säsong 1997.